# Donji Grad (Zágráb)
Donji Grad (magyarul: Alsóváros), Zágráb városnegyede Horvátországban, a főváros központi részén.

## Fekvése
Donji Grad a város legszűkebb központját, a város sűrűbben lakott részét foglalja magában. Itt koncentrálódik Zágráb közéletének, főleg kulturális életének legnagyobb része. A városnegyed keleten a Kvaternikov tér és a Heinzelova utca keleti részétől nyugaton a Republike Austrije utcáig, északon az Ilicától, a Josip Jelačić bán tértől, a Jurišićeva és a Vlaška utcáktól délen a vasútig terjed. Északon a Gornji grad - Medveščak városnegyeddel, keleten Maksimir és Peščenica - Žitnjak, délen a Trnje, nyugaton pedig a Trešnjevka - észak és Črnomerec városnegyeddel határos. Az Alsóváros épületei a tanúi annak, hogy Zágráb az utóbbi két évszázadban modern közép-európai metropolisszá fejlődött. Noha ez a terület továbbra is Zágráb legsűrűbben lakott része, a közelmúltbeli népszámlálási adatok azt mutatják, hogy e terület lakóhelyi funkciója fokozatosan gyengül az egyre gazdagodó üzleti, kulturális és társadalmi élet térhódítása miatt, követve a világ legnagyobb városaiban már régóta megfigyelt tendenciát.

## Története
Az Alsóváros mint a legszorosabb értelemben vett városközpont, csak nagyon későn alakult városi közigazgatási egységgé. Noha a mai Urunk Színeváltozása templom helyén állt Szent Margit templomot már 1334-ben említik, az Alsóváros évszázadok óta csak Gradec szabad királyi város elővárosaként létezett. Ezt a külvárost, eredetileg Nova Vesnek, a 15. századtól pedig Lončarska utcának vagy Ilicának hívták. A terület elsősorban szőlőskert és jobbágyok által művelt szántóterület volt. A Gradec friss mezőgazdasági termékek iránti igényein kívül az állandó politikai nyugtalanság, a felkelések, háborúk, és különösen a török hódítás fenyegetése volt az oka annak, hogy sokáig nem építettek épületeket a városfalon kívül. A török fenyegetés megszűnésével a 17. században a gazdasági fejlődés új lendületet kapott. A népesség a 18. század közepe óta növekedett, és az építkezés gyors ütemben haladt, így a házak száma hamarosan meghaladta a történelmi Felsővárosét. A mai Josip Jelačić bán tér helyén kialakult a Harmica nevű főtér, mely onnan kapta a nevét, hogy itt harmincadvámot szedtek.
Megjelentek az első manufaktúrák, közöttük a Zágrábi selyemgyár, amelyet 1797 körül építettek a mai Preradovićeva és a Hebrangova utca sarkán. A középületek közül a Harmica és az Ilica sarkán található alapítványi kórház, amelynek nagy részét Vrhovec zágrábi püspök támogatta különösen fontos építkezés volt. A kórház vezetésével az irgalmas testvérek rendjét bízza meg. A kórház mellett az épületben egy szegényház és elmegyógyintézet is volt, továbbá itt nyílt meg az Alsóváros első nyilvános gyógyszertára. A 19. század elején a Gradec falainál lévő városi kerteket felszámolták, ami szimbolikusan is jelezte a városrész életének kezdetét. Ezután főként kétszintes és a háromszintes épületeket építettek ügyelve a régi épületek megóvására. Számos kivitelező és neves építész vett részt az építkezésben: Herman Bolle, Bartol Felbinger, Schuecht és Strohmayer, Klein, Canelutti és mások. Közülük Bartol Felbinger Jelačić tér 15. szám alatti háza volt a legrégibb megőrzött alsóvárosi épület.
Addig a magánépületek többnyire családi házak voltak, de a teljes családok, elsősorban az irodai dolgozók és a munkások nagyarányú betelepülése miatt szükség volt nagyobb lakóépületekre is, amelyeket kizárólag lakások bérlésére terveztek. Az ilyen építkezés példája a Kuković-ház a Hebrangova utcában. A vasúti műhely munkavállalói számára két lakóépületet építettek a Palmotićeva 35-ben és a 37-ben, egy sor szerény bérlakással. A tervszerű építkezések végső fázisa a terek és parkok sorának, az úgynevezett Lenucci zöld patkónak a kialakítása volt. Ennek keleti oldalán a mai Zrinjevac, Strossmayer és Tomislav terek vannak, a déli összeköttetést a Botanikus kert zöldövezete jelenti, nyugaton pedig Marulić, Mažuranić és a Tito marsall tér található. Templomot is épültek. A mai Frankopanskán felépült a későklasszicista Szent Vince kolostor és templom komplexuma. A Praška területén felépült a zsinagóga, Hermann Bolle pedig Gundulićeva utcában épített fel egy evangélikus templomot.
Helyi üzletemberek csoportja alapította a mai Petar Preradović tértől nem messze az Első Horvát Takarékpénztárat. Az újonnan alapított Kereskedelmi és Iparkamara megrendezte az első gazdasági kiállítást az akkori Vásár téren (Tito marsall tér). Az Alsóváros azonban nemcsak jelentős gazdasági központtá fejlődött. A 19. század vége óta Zágrábnak modern egyeteme van, amely 1882 óta a Tito marsall téren működik. Josip Juraj Strossmayer püspök és Franjo Rački elnöksége alatt működött a Jugoszláv Tudományos és Művészeti Akadémia, amely hamarosan az egykori illír Népi házból a saját helyére a Nikola Zrinski térre költözött. A Tito Marshal téren ipari iskolát és a művészeti múzeumot hozzák létre azzal a céllal, hogy az ipar területén a helyi kézművesek minőségi munkáját javítsák. A közvetlen közelében (a mai Roosevelt téren) egy gimzáziumi épületkomplexumot építettek. Ugyanakkor készült el a Horvát Nemzeti Színház új épülete. A Gundulićeva elején a Zene Intézet koncertteremként és oktatási intézményként működött, az egyik professzora Ivan Zajc volt. A Művészeti Pavilon a Horvát Szalonnak is otthont adott. Itt volt az újonnan alapított horvát művészek társaságának első kiállítása. A helyi polgárság számos művészeti és sportegyesületet hozott létre, Az énekkarok közül kiemelkedik Kolo, amely szintén kapott egy épületet a Horvát Nemzeti Színház közelében.
Az első világháború végén a népesség ismét jelentősen nőtt, Zágrábnak pedig már mintegy 100 000 lakosa volt. Az Alsóváros területét különösen keleti irányban, a Zvonimirova utca mentén terjesztették ki. Az új rész bejáratánál Viktor Kovačić tervei szerint tőzsdepalotát építitettek. Keleten egy új, nagyon harmonikus városi tér épült, amelynek közepére Ivan Meštrović szobrász építette fel a Szépművészet Házát. Hugo Ehrlich, Drago Ibler, Stjepan Planić és mások terveztek ide épületeket. Ez a városrész is gazdagodott egy zöldövezettel, egy fasorral és ültetvényekkel a Krešimir király téren. A nyugati részen a rendezett lakótömbök mellé Kovačić építész tervei szerint felépítették a Szent Balázs templomot. 1919-ben nyitották meg a Műszaki Főiskolát a Klaićevában egy építészeti tanszékkel, mely később műszaki karrá nőtte ki magát. Drago Ibler Ilicában megalapította a Művészeti Akadémia Építészeti Tanszékét. Létrehozták a Színművészeti főiskolát (a mai Akadémia) és a horvát Nemzeti Színház mellett a város egy új színházat kapott a Frankopanskán is. Befejeződött a Križanićeván lévő új gimnázium építése is. Ezzel kialakult az Alsóváros képe, tele kulturális, oktatási, tudományos és banki intézményekkel, szórakoztató létesítményekkel, számos üzlettel és bárral és mindenekelőtt a jövőre nézve kedvező kilátásokkal, amelyek napjainkban is bővülnek.